# Johann Albrecht Schrick
Johann Albrecht Schrick (* 22. Oktober 1646 in Aachen; † 5. April 1702 ebenda) war ein deutscher Schöffe und Bürgermeister der Reichsstadt Aachen.

## Leben und Wirken
Schrick war der Sohn des Schöffen Johann Albrecht Schrick, des Älteren († 1646) und der Anna Katharina von Inden, Tochter des Jülicher Bürgermeisters Johann von Inden, sowie über die Linie seines Großvaters Franz Schrick (1583–1639) Urenkel von Albrecht Schrick, dem ersten Bürgermeister aus der Familie. Durch den frühen Tod seines Vaters stand er bis zur Volljährigkeit unter der Vormundschaft seines Onkels Matthäus Schrick und des Großvaters mütterlicherseits Johann von Inden.
Im Jahr 1674 trat er zunächst in die Sternzunft, den Zusammenschluss der Aachener Schöffen, ein und wurde wenig später in den Schöffenstuhl gewählt. 1680 wurde er zudem Mitglied in der Sakramentbruderschaft von St. Foillan. Im Zeitraum zwischen 1684 und 1700 wurde Schrick neunmal in den „Großen Rat“ der Stadt Aachen gewählt, der unter anderem für das Allgemeinwesen zuständig war, über Leben und Tod richtete und die neuen Ratsmitglieder wählte. Schließlich folgte in den Jahren 1695 und 1697 seine Wahl zum Schöffenbürgermeister zusammen mit Balthasar Fiebus als Bürger-Bürgermeister aus den Reihen der Zünfte. Anschließend bekleidete er 1696 und 1698 das Ehrenamt des „Christoffel“ (Gesandter der Aachener Grafschaften) der Burtscheidertorgrafschaft.

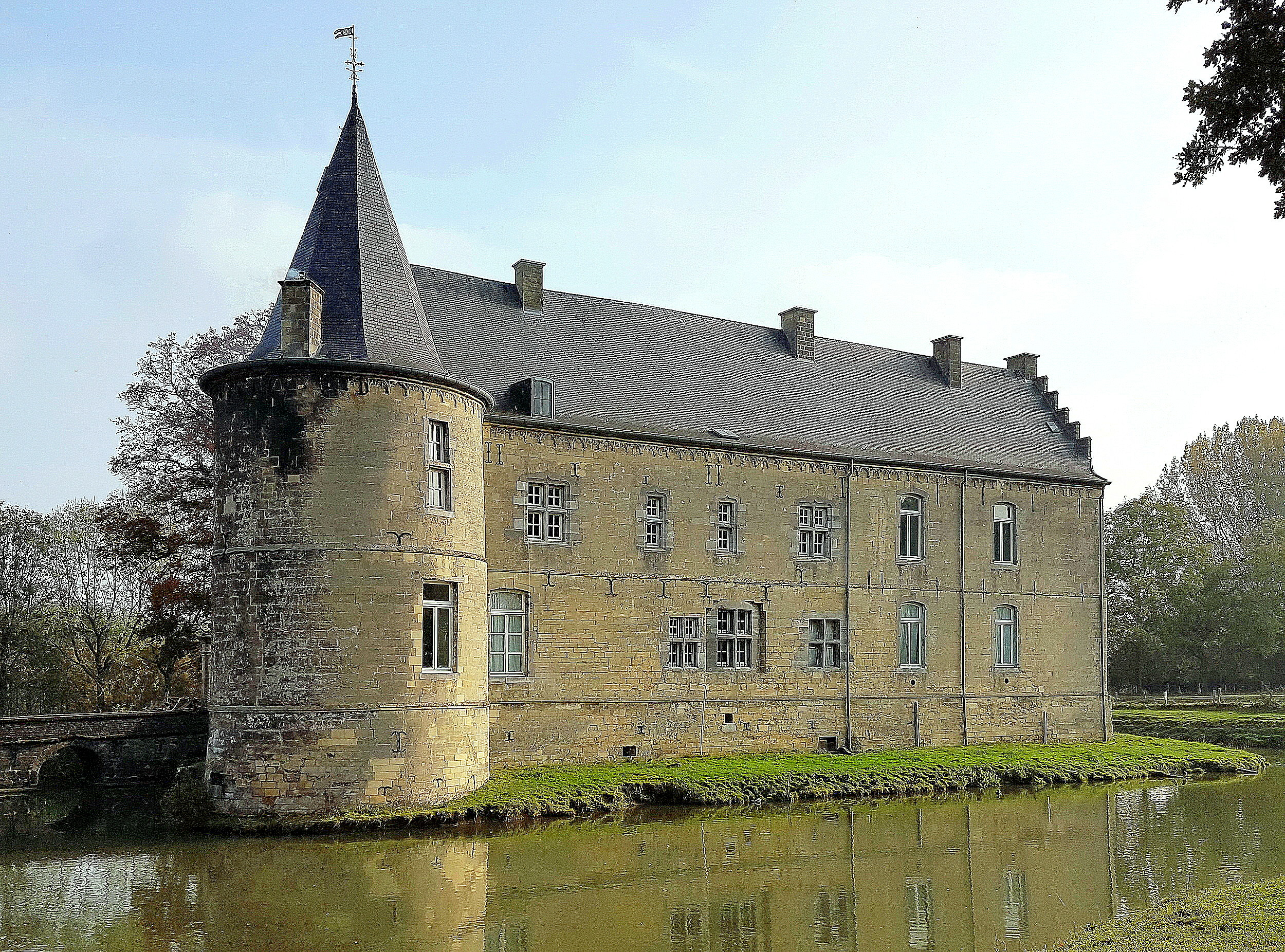
Kasteel Rivieren

Johann Albrecht Schrick war verheiratet mit Theresia von Wiedenfeld († 1696), die ihm elf Kinder gebar. Zwei seiner Söhne folgten dem Vater in den Schöffenstuhl, mehrere wurden katholische Geistliche. Die Tochter Anna Maria (1693–1759) heiratete den Aachener Bürgermeister Franz von Fürth. Schrick war in Aachen und Umgebung Besitzer mehrerer Güter und Ländereien und erwarb zudem 1686 von der Familie von Eynatten das Kasteel Rivieren in Klimmen in der Gemeinde Voerendaal bei Heerlen, das nach seinem Tod über seine Tochter Anna Maria an die Familie von Fürth gelangt war und erst 1910 durch Heirat in den Besitz der gräflichen Familie de Marchant et d’Ansembourg überging. Schricks Tagebuchaufzeichnungen zur Geschichte seiner Familie und seine Totentafel befinden sich im Besitz der Nachkommen der Familie von Fürth auf Kasteel Rivieren.